# The Lady of the Lake (pel·lícula de 1912)
The Lady of the Lake és un curtmetratge mut de la Vitagraph dirigit per James Stuart Blackton i interpretat per Harry T. Morey, Ralph Ince, Edith Storey i Julia Swayne Gordon entre d'altres. La pel·lícula, basada en el poema homònim de Walter Scott, es va estrenar l'agost de 1912.

## Argument
La pel·lícula es basada en el poema de Walter Scott en el qual es descriu per una banda la lluita de Roderick Dhu, James Fitz-James i Malcolm Graeme per aconseguir l'amor d'Ellen Douglas. Per altra banda tracta de la rivalitat i la reconciliació entre el rei Jaume V d'Escòcia i James Douglas. Finalment sobre la guerra entre els escocesos de les Lowlands (liderats per Jaume V) i els clans de les Highlands (dirigits per Roderick Dhu).

## Repartiment
- Harry T. Morey (rei Jaume V i James Fitz-James)
- Ralph Ince (James Douglas, comte d'Angus)
- Edith Storey (Ellen, germana de Douglas)
- Earle Williams (Malcolm Greene)
- Julia Swayne Gordon (Lady Margaret, mare de Sir Roderick)
- Harry Northrup (Sir Roderick)
- Tefft Johnson (Allan-Bane, un trobador)
- Frank Newburg (Malise)
- William Humphrey
- Arthur Cozine